# Herbert Gehrke
Herbert Ottokar Gehrke (* 12. Juni 1910 in Lichtenberg bei Berlin; † 18. März 1945) war ein deutscher SA-Führer. Er wurde vor allem bekannt als Organisator der Köpenicker Blutwoche von 1933 und als Verantwortlicher für die Ermordung des ehemaligen mecklenburgischen Ministerpräsidenten Johannes Stelling.

## Leben und Wirken
Gehrke war der Sohn eines Telegraphenarbeiters und späteren Stadtrates beim Bezirksamt Köpenick. In seiner Jugend besuchte Gehrke die Volksschule und eine Knabenmittelschule in Neukölln. Anschließend wurde er ein Jahr am Friedrich-Werderschen Realgymnasium unterrichtet, musste seine Schulzeit jedoch als Siebzehnjähriger mit der Primareife abbrechen, um Maurerlehrling zu werden. Die Abiturprüfung holte er drei Jahre später nach. Zur selben Zeit bestand er seine Gesellenprüfung als Maurer beim Bau einer Polizeiunterkunft in Berlin-Köpenick.
In den folgenden Jahren schlug Gehrke sich – unterbrochen von immer neuen Phasen der Arbeitslosigkeit – als selbständiger Maurer und in diversen anderen Berufen durch. So war er Bauarbeiter, Kanalarbeiter, Posthelfer, chemischer Hilfsarbeiter in einer Farben- und Lackfabrik in Berlin-Spindlersfeld.
Zum 1. Juli 1928 trat Gehrke, der bereits seit 1927 der Hitlerjugend angehörte, in die NSDAP ein (Mitgliedsnummer 92.507). In dieser betätigte er sich als Politischer Leiter, Zellenobmann, Kassenverwalter und als stellvertretender Sektionsführer in Köpenick. Anfang 1929 wurde er außerdem Mitglied in der SA, dem Kampfverband der NSDAP, in dem er zunächst dem Trupp 37 angehörte. Im Oktober 1930 wurde er zum Scharführer befördert und im Frühjahr 1931 wurde er als Truppführer mit der Führung des SA-Trupps Köpenick betraut. In dieser Zeit entstanden enge persönliche Bande zwischen ihm und dem Führer des Sturms Wilhelm Sander. Nach Sanders Avancierung zum Führer der SA-Standarte 5 folgte Gehrke ihm als Führer seines Sturms nach.
Als anlässlich der Stennes-Revolte vom Frühjahr 1931 Sander das Gauhaus Hedemannstraße 10 mit seinen SA-Leuten sicherte, führte Gehrke den Sturm 37, der im Dezember 1931 zum Sturmbann III bzw. zur Standarte 55 erhoben wurde. Gehrke behielt die Führung dieser Formation auch bei, als sie im Frühjahr 1933 in einen selbständigen Sturmbann und am 6. August 1933 schließlich in die Standarte 15 umgewandelt wurde. Berüchtigt wurden Gehrke und seine Abteilung durch die sogenannte Köpenicker Blutwoche, bei der sie im Sommer 1933 zahlreiche Zivilpersonen, darunter Sozialdemokraten, Kommunisten und Juden, verschleppten, misshandelten und ermordeten. Zu den Opfern zählten unter anderem der ehemalige Ministerpräsident von Mecklenburg-Schwerin Johannes Stelling sowie der Zimmermann und Sozialdemokrat Anton Schmaus. Schmaus starb im Januar 1934 an den Folgen einer Schussverletzung, die Gehrke ihm beigebracht haben soll, sowie der späteren Misshandlungen durch die SA. Gehrke wurde nach der Köpenicker Blutwoche mit Wirkung vom 1. Juli 1933 „in Anerkennung seiner Verdienste um die Durchführung der nationalen Revolution“ zum Obersturmbannführer befördert.
Im Februar 1934 folgte Gehrkes offizielle Beförderung zum Standartenführer. Zu dieser Zeit war er Führer von rund 3000 Köpenicker SA-Männern. Die Standarte 15 führte er anschließend noch bis zum 30. April 1935. Danach war er vom 1. Mai 1935 bis zum 31. Juli 1939 den Brigaden 28 bzw. 29 als SA-Führer z.V. zugeteilt.
Als Privatmann war Gehrke seit 1933 zweiter Vorsitzender der Verwaltungsstelle 17 der Allgemeinen Ortskrankenkasse in Köpenick.
Ab 1941 kam Gehrke als Oberleutnant an die Front und 1945 bei Kampfhandlungen ums Leben. Sein Grab befindet sich auf der Kriegsgräberstätte Sandweiler.
Nach dem Ende der NS-Herrschaft wurden die Ereignisse der Köpenicker Blutwoche in der Deutschen Demokratischen Republik in einem großen Prozess vor dem Landgericht Berlin aufgearbeitet. Im Urteil vom 17. Juli 1950 wurden von 61 Angeklagten 15 zum Tode und 13 zu lebenslänglicher Haft, der Rest zu Strafen von fünf bis fünfundzwanzig Jahren verurteilt. Gehrke wurde vom Gericht als Rädelsführer und Hauptverantwortlicher für die von seinen Untergebenen begangenen Taten identifiziert. Nach der Wende versuchte einer der Verurteilten, eine Aufhebung des Urteils von 1950 zu erreichen. Das Berliner Kammergericht urteilte dazu am 13. August 1992, dass „schwerwiegende Rechtsfehler nicht zu entdecken“ seien und ein ausgewogenes Urteil vorliege, „in dem kein Unschuldiger verurteilt worden ist“.

## Beförderungen
- 1930: SA-Scharführer
- 1. April 1931: SA-Truppführer
- 15. April 1931: SA-Sturmführer
- 12. Dezember 1931: SA-Sturmbannführer
- 6. Juli 1933: SA-Obersturmbannführer
- 15. Februar 1934: SA-Standartenführer

## Nachlass
Im Bundesarchiv haben sich Personalunterlagen zu Gehrke erhalten. Namentlich befinden sich im Bestand des ehemaligen Berlin Document Centre eine SA-Personalakte (SA Mirofilm 166, Bilder 351–362) und ein Fragebogen zur Parteistatistischen Erhebung von 1939.